# Liulînți, Lanivți
Liulînți (în ucraineană Люлинці) este un sat în comuna Buhliv din raionul Lanivți, regiunea Ternopil, Ucraina.

## Demografie
Componența lingvistică a localității Liulînți
     Ucraineană (99,25%)
     Alte limbi (0,75%)
Conform recensământului din 2001, majoritatea populației localității Liulînți era vorbitoare de ucraineană (99,25%), existând în minoritate și vorbitori de alte limbi.